# Volpago del Montello
Volpago del Montello – miejscowość i gmina we Włoszech, w regionie Wenecja Euganejska, w prowincji Treviso.
Według danych na rok 2004 gminę zamieszkiwały 9052 osoby, 205,7 os./km².

## Współpraca
Miejscowość partnerska:
- Bree, Belgia